# Francesco Basentini
Francesco Basentini (Potenza, 17 ottobre 1965) è un magistrato e dirigente pubblico italiano.

## Biografia
Basentini è stato procuratore aggiunto presso il Tribunale di Potenza, dove è stato impegnato nella vicenda di "rimborsopoli" della Regione Basilicata, mentre dal 2016 si stava occupando del processo delle estrazioni petrolifere che, sempre nella Regione Basilicata, vede imputate 47 persone e 10 società, compresa l'ENI che ha portato alle dimissioni l'allora ministro dello Sviluppo Federica Guidi.
È stato direttore del Dipartimento dell'amministrazione penitenziaria (DAP) dal 27 giugno 2018, nominato dal Consiglio dei Ministri, su proposta del Ministro della Giustizia Alfonso Bonafede. Il 30 aprile 2020, dopo le polemiche sulle "scarcerazioni facili" per il Covid-19, ha rassegnato le dimissioni dall'incarico.